# 微山岛古墓
微山岛古墓，位于山东省济宁市微山县微山岛，是中华人民共和国山东省文物保护单位之一。
1977年12月23日，授予山东省文物保护单位，是一座古墓葬。